# Twierdzenie Haavelmo
Twierdzenie Haavelmo – twierdzenie z zakresu ekonomii dotyczące zrównoważonego budżetu państwa, opracowane przez norweskiego ekonomistę Trygve Haavelmo.
Twierdzenie zakłada, że jednoczesny, taki sam wzrost wydatków państwa i podatków, z których są finansowane wydatki, prowadzi do wzrostu zagregowanego popytu i produktu krajowego o tę samą wielkość.
Wzrost wydatków państwa prowadzi do wzrostu globalnego popytu (państwo kupuje więcej usług i dóbr), a to skutkuje wzrostem produktu krajowego. Z kolei wzrost podatków netto obniża poziom konsumpcji indywidualnej (podatnik może mniej kupić), a dochód podatnika przejęty przez budżet państwa jest wydatkowany na zakup towarów i usług. Gdyby tak się nie stało, ten sam dochód w rękach gospodarstw domowych, w dużej części zostałby oszczędzony, a nie wydatkowany.
Zatem wzrost wydatków państwa zrównoważony przez wzrost podatków zwiększa globalny popyt i wielkość globalnej produkcji. Spadek konsumpcji indywidualnej nie zawsze oznacza spadek produkcji.